# Humidité absolue
Pour les articles homonymes, voir Absolu.
L’humidité absolue est définie pour l'air humide (ou d'autres gaz) comme sa teneur en vapeur d'eau. Elle est limitée par la quantité maximale que le gaz peut absorber avant qu'il y ait saturation à la température de celui-ci.

## Domaines d'application

### Génie des procédés
En génie des procédés, on peut l'exprimer de différentes façons mais la plus courante est la masse de vapeur d'eau en kg par kg d'air sec, l'air sec correspondant à l'air débarrassé de toute son eau. Elle peut alors varier entre 0 et +∞ (en étant limitée physiquement par la saturation). On l'exprime plutôt par humidité spécifique pour éviter la confusion avec l'humidité absolue.

### Physique
En météorologie et en physique, on définit l'humidité absolue comme la masse de vapeur d'eau par unité de volume à la pression et la température considérées. Elle a la dimension d'une masse volumique et se note souvent {\displaystyle \rho }.
{\displaystyle \rho ={\frac {m_{\text{eau}}}{V_{\text{tot}}}}}
Elle est aussi égale au produit de l'humidité relative par l'humidité absolue de saturation.
{\displaystyle \rho =\varphi \cdot \rho _{\text{sat}}}
Le rapport de la masse de vapeur d'eau sur la masse d'air sec est, quant à lui, appelé rapport de mélange, ou encore teneur en eau, noté x.
{\displaystyle x={\frac {m_{\text{eau}}}{m_{\text{air sec}}}}}
La masse de vapeur étant parfois difficile à obtenir, la teneur en eau peut être exprimée ainsi, grâce au modèle des gaz parfaits :
{\displaystyle x={\frac {p_{\text{eau}}\cdot M_{\text{eau}}}{p_{\text{air sec}}\cdot M_{\text{air sec}}}}} avec p pressions et M masses molaires.